# Campionati europei cadetti di scherma 1989
I Campionati europei cadetti di scherma del 1989 ("1989 European Cadets Fencing Championships") è stato organizzato dalla Federazione internazionale della scherma e si è svolto a Budapest in Ungheria dal 24 al 25 febbraio.
Nel fioretto, si sono aggiudicati i titoli del campionato europei l'italiano Alberto Franchini, che ha battuto in finale il francese Franck Boidin, e la tedesca Michaela Müller che ha avuto la meglio sull'italiana Valentina Vezzali.
Nella spada il tedesco Alexander Rüdinger ha battuto in finale il magiaro Gabor Totola, ottenendo il titolo europeo cadetti maschile.
Nella sciabola l'italiano Ivan Lombardo prevale sul connazionale Luigi Tarantino.

## Podi

### Uomini
| Specialità  | Oro                | Argento         | Bronzo          |
| Individuali |                    |                 |                 |
| Fioretto    | Alberto Franchini  | Franck Boidin   | Matteo Rognini  |
| Spada       | Alexander Rüdinger | Gabor Totola    | Attila Sarkoezi |
| Sciabola    | Ivan Lombardo      | Luigi Tarantino | Patrick Stark   |

### Donne
| Specialità  | Oro             | Argento           | Bronzo       |
| Individuali |                 |                   |              |
| Fioretto    | Michaela Müller | Valentina Vezzali | Melania Kura |

## Medagliere
| Pos.   | Nazione  | Oro | Argento | Bronzo | Totale |
| ------ | -------- | --- | ------- | ------ | ------ |
| 1      | Italia   | 2   | 2       | 1      | 5      |
| 2      | Germania | 2   | 0       | 2      | 4      |
| 3      | Ungheria | 0   | 1       | 1      | 2      |
| 4      | Francia  | 0   | 1       | 0      | 1      |
| Totale | Totale   | 4   | 4       | 4      | 12     |